# Strongylura hubbsi
Strongylura hubbsi is een straalvinnige vissensoort uit de familie van gepen (Belonidae). De wetenschappelijke naam van de soort is voor het eerst geldig gepubliceerd in 1974 door Collette.